# Jean-Olivier Zirignon
Jean-Olivier Zirignon (* 27. April 1971 in Abidjan) ist ein ehemaliger ivorischer Leichtathlet, der 1992 mit der Staffel den olympischen Endlauf erreichte.
Zirignon stieß 1991 in die erweiterte Weltspitze vor, als er sowohl bei den Hallenweltmeisterschaften über 60 Meter als auch bei der Freiluftweltmeisterschaften über 100 Meter das Halbfinale erreichte.
Bei den Olympischen Spielen 1992 schied er im 100-Meter-Lauf im Viertelfinale aus. Mit der ivorischen 4-mal-100-Meter-Staffel in der Besetzung Frank Waota, Zirignon, Gilles Bogui und Ouattara Lagazane erreichte er das Finale und belegte in 39,31 Sekunden den achten Platz. Im Jahr darauf bei den Weltmeisterschaften 1993 schied Zirignon erneut im Viertelfinale aus. Die Staffel in der Besetzung Lagazane, Zirignon, Waota und Ibrahim Méité erreichte das Finale und belegte in 38,82 s den siebten Platz. Bei den Afrikameisterschaften 1993 gewann Zirignon über 100 Meter Silber hinter dem Nigerianer Daniel Effiong.
Die schnellste Zeit lief Zirignon 1997 im Finale der Spiele der frankophonen Staaten, als er in 10,07 s gewann. Diese Zeit war auch zehn Jahre später noch gültiger ivorischer Landesrekord.
Bei einer Körpergröße von 1,92 m betrug Zirignons Wettkampfgewicht 94 kg.